# Semana Mundial del Espacio
La Semana Mundial del Espacio se celebra anualmente del 4 al 10 de octubre desde el 2000, fue proclamada por la Asamblea General de las Naciones Unidas en 1999.

## Proclamación
La Semana Mundial del Espacio fue proclamada por la Asamblea General de las Naciones Unidas el 6 de diciembre de 1999, con el propósito de conmemorar y difundir el impacto positivo que las ciencias y tecnologías espaciales en la mejora de la condición humana y el desarrollo global. Este reconocimiento responde al creciente interés mostrado por la comunidad internacional y busca inspirar a futuras generaciones a través del estudio y la tecnología espacial, así como reforzar la cooperación internacional y educar al público sobre su importancia. La ONU integra estas tecnologías en múltiples proyectos, especialmente desarrollo sostenible y gestión ambiental, y coordina esfuerzos interinstitucionales a través de reuniones anuales desde 2004, donde los Estados miembros participan en los temas espaciales más relevantes.

## Celebración
Esta semana se celebra anualmente del 4 al 10 de octubre, en conmemoración de dos importantes eventos en la historia de la exploración espacial. El 4 de octubre de 1957 se lanzó el Sputnik, el primer satélite artificial de la Tierra, abriendo el camino hacia la exploración espacial, mientras que el 10 de octubre de 1967 entró en vigor el Tratado sobre los principios que deben regir las actividades de los Estados en la exploración y uso pacífico del espacio ultraterrestre. La primera celebración tuvo lugar en el año 2000. Desde entonces, cada año la Asociación de la Semana Mundial del Espacio, (WSWA, por sus siglas en inglés) junto con la Oficina de Asuntos del Espacio Ultraterrestre de la ONU (UNOOSA), elige un tema específico para enfocar las actividades, aumentando así el impacto de la conmemoración en la sociedad. Durante esta semana, se organizan eventos en todo el mundo que incluyen talleres educativos, mesas redondas y proyectos colaborativos destinados a fomentar soluciones medioambientales innovadoras y a sensibilizar sobre la importancia de la exploración espacial para la sostenibilidad del planeta.

## Temas
- 2000: Launching the Space Millennium,[6] (‘Lanzamiento del Milenio Espacial’)
- 2001: Inspiration from Space,[11] (‘Inspiración desde el Espacio’)
- 2002: Space and Daily Life,[12] (‘El Espacio y la Vida Diaria’)
- 2003: Space: Horizon Beyond Earth,[13] (‘Espacio: Horizonte Más Allá de la Tierra’)
- 2004: Space for Sustainable Development,[14] (‘El Espacio para el Desarrollo Sostenible’)
- 2005: Discovery and Imagination,[15] (‘Descubrimiento e Imaginación’)
- 2006: Space for Saving Lives,[16] (‘El Espacio para Salvar Vidas’)
- 2007: 50 Years in Space,[17] (‘50 Años en el Espacio’)
- 2008: Exploring the Universe,[18] (‘Explorando el Universo’)
- 2009: Space for Education,[19] (‘El Espacio para la Educación’)
- 2010: Mysteries of the Cosmos,[20] (‘Misterios del Cosmos’)
- 2011: 50 Years of Human Spaceflight,[21] (‘50 Años de Vuelos Espaciales Tripulados’)
- 2012: Space for Human Safety and Security,[22] (‘El Espacio para la Seguridad Humana’)
- 2013: Exploring Mars – Discovering Earth,[23] (‘Explorando Marte – Descubriendo la Tierra’)
- 2014: Space: Guiding Your Way,[24] (‘Espacio: Guiando tu Camino’)
- 2015: Discovery,[24] (‘Descubrimiento’)
- 2016: Remote Sensing – Enabling our Future,[25] (‘Teledetección – Facilitando Nuestro Futuro’)
- 2017: Exploring New Worlds In Space,[26] (‘Explorando Nuevos Mundos en el Espacio’)
- 2018: Space Unites the World,[27] (‘El Espacio Une al Mundo’)
- 2019: The Moon: Gateway to the Stars,[28] (‘La Luna: Puerta a las Estrellas’)
- 2020: Satellites Improve Life,[29] (‘Los Satélites Mejoran la Vida’)
- 2021: Women in Space,[30] (‘Mujeres en el Espacio’)
- 2022: Space and Sustainability,[31] (‘El Espacio y la Sostenibilidad’)
- 2023: Space and Entrepreneurship,[32] (‘El Espacio y el Emprendimiento’)
- 2024: Space & Climate Change,[33][34] (‘El Espacio y el Cambio Climático’)